# هنري سميث (رياضياتي)
هنري سميث (بالإنجليزية: Henry John Stephen Smith)‏ (و. 1826 – 1883 م) هو رياضياتي، وأستاذ جامعي من المملكة المتحدة لبريطانيا العظمى وأيرلندا، ولد في دبلن، كان عضوًا في الجمعية الملكية، والأكاديمية البروسية للعلوم، توفي في أكسفورد، عن عمر يناهز 57 عاماً.

## التعليم
تعلم في كلية باليول بجامعة اوكسفورد، ومدرسة رغبي ‏.

## جوائز
حصل على جوائز منها:
- Grand prix des sciences mathématiques  [لغات أخرى]‏ (1882)
- زميل في الجمعية الملكية.